# Gezamenlijk Grenstoezichtsmechanisme

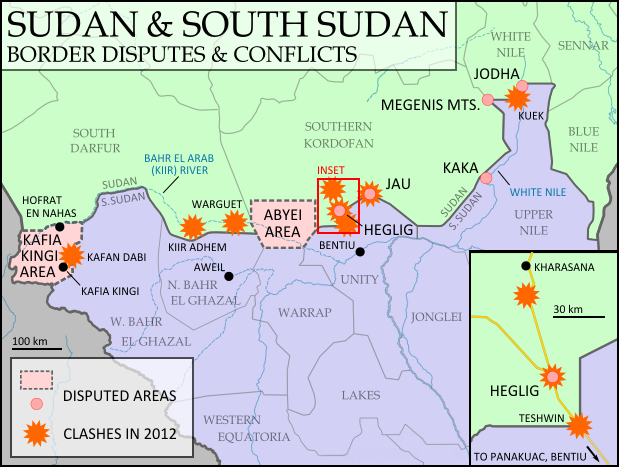
De grens tussen Soedan en Zuid-Soedan. Betwiste gebieden zijn in roze gekleurd. In oranje zijn de plaatsen gemarkeerd waar in 2012 gevechten plaatsvonden.

Het Gezamenlijk Grenstoezichtsmechanisme, Engels: Joint Border Verification and Monitoring Mechanisme, afgekort tot JBVMM, is de organisatie van het toezicht op de demilitarisatie van de Veilige Gedemilitariseerde Grenszone (SDBZ), een twintig kilometer brede zone op de grens tussen Soedan en Zuid-Soedan, en de uitvoering van andere akkoorden met betrekking op de SDBZ.
Het mechanisme werd overeengekomen in het vredesakkoord van 29 juni 2011 tussen Soedan en Zuid-Soedan en ondersteund door de UNISFA-vredesmacht van de Verenigde Naties. Op 26 maart 2013 voerden UNISFA-manschappen de eerste operatie uit, waarbij ze verifieerden dat een dorp in het 14-mijlsgebied vrij was van strijdkrachten. Volgens de overeenkomst moesten beide partijen zich tegen 5 april 2013 volledig uit de SDBZ hebben teruggetrokken. De activatie van het JBVMM had zo lang op zich laten wachten omdat de twee partijen het niet eens werden over de definitie van de SDBZ.